# Distrito de Patiala
Patiala (en punyabí: ਪਟਿਆਲਾ ਜ਼ਿਲਾ) es un distrito de la India en el estado de Punyab. Código ISO: IN.PB.PA.
Comprende una superficie de 3627 km².
El centro administrativo es la ciudad de Patiala.

## Demografía
Según censo 2011 contaba con una población total de 1892282 habitantes, de los cuales 890170 eran mujeres y 1002112 varones.

## Localidades
- Ghanaur